# Pahin de La Blancherie
Mammès-Claude-Catherine Pahin-Champlain de La Blancherie, dit Pahin de la Blancherie, né le 29 décembre 1752 à Langres et mort le 25 juin 1811 à Londres, est un homme de lettres français.

## Biographie
Issu d’une ancienne famille de robe, Pahin de La Blancherie, dont le père était conseiller d’épée à Langres, avait ajouté à son nom patronymique de Pahin celui de la Blancherie, d’un jardin dit la Blancherie qu’il possédait dans un des faubourgs de Langres, et dans lequel on blanchissait des toiles. Après le collège, il part en voyage en Amérique et en tire, avec ses souvenirs d’éducation de collège et de ses impressions de voyageur, un livre intitulé Extrait du journal de mes voyages.
En 1777, Pahin de la Blancherie prend le titre d’« agent général de la correspondance pour les sciences et les arts ». En 1779, il crée, rue de Tournon, après la fermeture de l’Académie de Saint-Luc, le « Salon de la Correspondance », sorte de cercle littéraire ou Musée, qui devait servir de point de réunion aux savants et artistes d’Europe, exposition hebdomadaire, accessible aux artistes qui ne faisaient pas partie de l’Académie royale pour leur permettre d’exposer, contre une cotisation minime, leurs œuvres. Il ouvre en 1781.

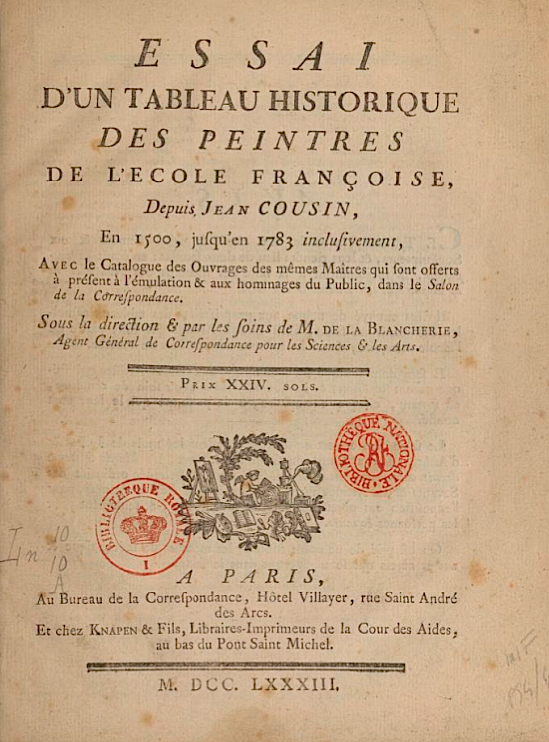
Couverture de Essai d'un tableau historique des peintres (1783), ouvrage édité par le Bureau de la Correspondance à Paris.

Pahin de la Blancherie rédige également, de 1779 à 1788, l’organe de ce Salon, devenu très rare, intitulé : les Nouvelles de la république des Lettres et des Arts, 8 vol. in-4°. Le premier numéro est du 9 février 1779, le dernier du 26 décembre 1787. Interrompues le 29 février 1780, elles furent reprises le 11 juillet 1784. 
L’agent général de la correspondance avait un double but : ouvrir une exposition publique et permanente de tableaux et œuvres d’art à une époque où les ouvrages des académiciens avaient le privilège exclusif de figurer dans une exposition annuelle et publier une feuille de correspondance renfermant la notice des ouvrages exposés et des peintres à l’usage de ceux qui s’intéressent au mouvement des arts. 
En 1781, le Salon de correspondance est transféré à l’hôtel Villayer, rue Saint-André-des-Arts. On y fait des expositions de tableaux de l’école française, des conférences scientifiques, des lectures publiques, des soirées littéraires, mais l’entreprise non soutenue par l’État, ayant fini par péricliter en 1788, il n’en reste que les Nouvelles des lettres et des arts, et un catalogue, également rare, intitulé Essai d’un tableau historique des peintres de l’école française depuis Jean Cousin jusqu’à 1783 inclusivement, avec le catalogue des mêmes maîtres qui sont offerts à présent à l’émulation et aux hommages du public dans le Salon de correspondance, sous la direction et par les soins de M. de la Blancherie, agent général de la correspondance pour les sciences et pour les arts, 1783, in-4°.
Pahin de la Blancherie, qui a été décrit comme « un cerveau en continuelle ébullition et un enthousiaste, sans mesure, de ses propres idées », est entravé dans son entreprise par les académiciens, et tous ceux dont l’entreprise froissait ou les intérêts ou l’amour-propre, qui le représentèrent comme un intrigant. 
Cet homme qui avait beaucoup d’amour-propre, de la fièvre dans les idées, n’épargna ni peines ni démarches pour les faire réussir. Il a donné une image du délire de l’imagination auquel il pouvait succomber lorsque, à la suite de la fermeture du Salon de correspondance, il alla poursuivre à Londres la fortune de ses idée : ayant découvert que la maison qu’il habitait à Londres était celle de Newton, il voulut se faire un titre de gloire de cette découverte. Alors commence une série de manifestations d’une admiration pour Newton qui frise la folie, il s’imaginait peut-être qu’en exaltant Newton, dont il prend le nom, il se grandirait lui-même. 
En 1791, il publie un Plan à la mémoire de Newton, qui consistait « à faire une célébration permanente, au nom de l’espèce humaine, du caractère et du génie de cet homme célèbre », etc. Il demande que le nom de Newton soit donné alternativement avec celui de Georges aux princes du sang d’Angleterre ; que « les découvertes en physique, en astronomie, en chimie et en mécanique fussent mises en hymnes et adoptées pour le service divin dans tous les cultes, afin de familiariser les peuples avec les grands objets de la nature, des sciences et des arts, en l’honneur de Newton et d’autres personnages de l’espèce humaine, à la plus grande gloire de Dieu », etc.; et que dans les actes publics, après la formule : « l’an de grâce », on ajoutât : « et de Newton », le...
Marie Phlipon, dont il est, vers 1773-1776, le premier amoureux, avant son mariage avec Roland, parle longuement de lui dans ses Mémoires (t. II, p. 152 et suiv.) Le Musée de la ville de Langres possède le seul portrait connu de Mammès-Claude Pahin de la Blancherie, peint par le peintre d'origine allemande Franz Peter Kymli, installé à Paris depuis 1775, et qui a exposé au « Salon de la Correspondance ». 
Pahin est mort à l’âge de cinquante-neuf ans à Londres, où il passe les vingt-trois dernières années de sa vie après avoir émigré en janvier 1788. Il ne s’était pas marié.

## Publications
- Extrait du Journal de mes voyages, ou Histoire d’un jeune homme, pour servir d’école aux pères et mères, Paris, frères Debure, 1775.
- Essai d’un tableau historique des peintres de l’école française, depuis Jean Cousin, en 1500, jusqu’en 1783 inclusivement, avec le catalogue des ouvrages des mêmes maîtres qui sont offerts à présent à l’émulation et aux hommages du public, dans le salon de la correspondance, Paris, Knapen et fils, 1783.
- De par toutes les nations : l’Agent général de correspondance pour les sciences et les arts, à la nation Angloise : proclamation, dans l’esprit des jeûnes, ordonnés par le roi, pour les années 1794, 1795, et la présente : en remonstrance à la nation sur une chose la plus scandaleuse, qui se passe chez elle depuis cinq ans, attentatoire à la vénération dans laquelle est la mémoire de Sir Isaac Newton, & par suite, offensant l’espèce humaine dans ses droits les plus sacrés, & ses affections les plus chères, et pour la préparer à adopter, en expiation, le plan maintenant sous presse, d’une commémoration solennelle de ce divin personnage, à célébrer dans tous les pays de la domination d’Angleterre, le 29 mai prochain, en même temps que l’anniversaire de la restauration : en attendant la proposition du plan d’une célébration permanente du même philosophe, les dites commémoration et célébration conçues pour frapper l’esprit & toucher le cœur, à la plus grande gloire de Dieu, & à l’édification de toutes les classes d’hommes, Londres, Imprimerie françoise de W. et C. Spilsbury, 1796.